# Галове болото
Га́лове боло́то — гідрологічний заказник місцевого значення в Україні. Розташований у межах Коростишівського району Житомирської області, неподалік від східної околиці міста Коростишів. 
Площа 92,5 га. Статус надано згідно з рішенням Житомирського облвиконкому від 17.03.1979 року № 398. Перебуває у віданні ДП «Коростишівське ЛГ» (Коростишівське лісництво, кв. 15, 16, 20, 21). 
Створений з метою охорони болотного масиву, який є регулятором рівня ґрунтових вод прилеглих територій. Водяться ондатри, водоплавні та болотні птахи.